# Superliga 2 Masculina de Voleibol de España 2022-23
La Superliga 2 Masculina de Voleibol de España 2022-23 (también conocida como SVM 2 o Superliga 2) es la segunda máxima categoría del voleibol español. Consta de dos fases: la liga regular que se compone de tres grupos (A, B y C) de 12 equipos cada uno, y la fase final que enfrenta a los mejores de los grupos. El torneo lo organiza la Real Federación Española de Voleibol (RFEVb).

## Equipos

### Grupo A
| Club                             | Sede                   | Comunidad autónoma | Pabellón                        |
| -------------------------------- | ---------------------- | ------------------ | ------------------------------- |
| Cisneros Alter                   | La Laguna              | Islas Canarias     | Colegio Cisneros Alter          |
| Intasa San Sadurniño             | San Saturnino          | Galicia            | P.M. de San Sadurniño           |
| Club Vigo Voleibol               | Vigo                   | Galicia            | Polideportivo Municipal de Coia |
| Voleibol Dumbría                 | Dumbria                | Galicia            | O Conco                         |
| Club Voleibol Leganés            | Leganés                | Madrid             | Emilia Pardo Bazán              |
| Arona Intersport                 | Santa Cruz de Tenerife | Islas Canarias     | Jesús Domínguez Grillo          |
| VP Madrid                        | Madrid                 | Madrid             | CDM Entrevías                   |
| Grupo Egido Pinto                | Pinto                  | Madrid             | Príncipes de Asturias           |
| Gijón Vóley                      | Gijón                  | Asturias           |                                 |
| CV Collado Villalba              | Collado Villalba       | Madrid             | Kike Blás                       |
| CyL Palencia 2020                | Palencia               | Castilla y León    | Campo de la Juventud            |
| Club Unificado Voleibol Alcorcón | Alcorcón               | Madrid             |                                 |

### Grupo B
| Club                          | Sede         | Comunidad autónoma   | Pabellón                             |
| ----------------------------- | ------------ | -------------------- | ------------------------------------ |
| CV Almendralejo Extremadura   | Almendralejo | Extremadura          | Pabellón San Roque                   |
| Servigroup Benidorm           | Benidorm     | Comunidad Valenciana | Pabellón Raúl Mesa                   |
| Villena Petrer                | Petrel       | Comunidad Valenciana | Pabellón Gedeón e Isaías Guardiola   |
| Club Voleibol Almoradí        | Almoradí     | Comunidad Valenciana | Pabellón Mayte Andreu                |
| Extremadura Grupo Laura Otero | Miajadas     | Extremadura          | Pabellón Municipal de Miajadas       |
| Club Voleibol Utrera          | Utrera       | Andalucía            | PM Vistalegre                        |
| Costa del Vóley               | Marbella     | Andalucía            |                                      |
| CVS Tren de Sóller            | Mallorca     | Islas Baleares       |                                      |
| Extremadura Cáceres PH        | Cáceres      | Extremadura          | Pabellón Multiusos Ciudad de Cáceres |
| CV Pizarra                    | Pizarra      | Andalucía            | Dani Pacheco                         |
| U.D. Ibiza Volley             |              |                      |                                      |
| Michelin Mintonette Almería   | Almería      | Andalucía            | Palacio Juegos del Mediterráneo      |

### Grupo C
| Club                        | Sede                  | Comunidad autónoma   | Pabellón                                   |
| --------------------------- | --------------------- | -------------------- | ------------------------------------------ |
| UBE L,Illa Grau             | Castellón de la Plana | Comunidad Valenciana | Ciutat Esportiva                           |
| Tarragona SPSP              | Tarragona             | Cataluña             | Pabellón Municipal de Sant Pere i Sant Pau |
| CV San Roque Batán          | Las Palmas            | Islas Canarias       | Polideportivo Municipal El Batán           |
| Familycash Xátiva Voleibol  | Játiva                | Comunidad Valenciana | Pabellón Municipal de Játiva               |
| CV Roquetes                 | Roquetes              | Cataluña             | Poliesportiu Municipal de Roquetes         |
| Club Voleibol Valencia      | Benicalap             | Comunidad Valenciana | Pabellón de Benicalap Sur                  |
| Balafia Volei               | Lérida                | Cataluña             |                                            |
| CV Mediterráneo Castellón   | Castellón             | Comunidad Valenciana | Pabellón Pablo Herrera                     |
| CN Sabadell                 | Sabadell              | Barcelona            | Pavelló 3                                  |
| Club Voleibol Torredembarra | Torredembarra         | Cataluña             | Pavelló Sant Jordí                         |
| Club Voleibol Zaragoza      | Zaragoza              | Aragón               | Pabellón Siglo XXI                         |
| CV Sayre                    | Las Palmas            | Islas Canarias       | Carlos García San Román                    |

## Clasificación

### Grupo A
|                                                                   | Equipo                | Puntos | J  | G3 | G2 | P1 | P0 | SF | SC | PF   | PC   |
| ----------------------------------------------------------------- | --------------------- | ------ | -- | -- | -- | -- | -- | -- | -- | ---- | ---- |
| 1                                                                 | Cisneros Alter VB     | 54     | 22 | 16 | 3  | 0  | 3  | 59 | 19 | 1882 | 1597 |
| 2                                                                 | Club Vigo Voleibol    | 49     | 22 | 13 | 4  | 2  | 3  | 55 | 29 | 1943 | 1766 |
| 3                                                                 | Intasa San Sadurniño  | 47     | 22 | 13 | 2  | 4  | 3  | 54 | 28 | 1882 | 1706 |
| 4                                                                 | Arona Intersport      | 42     | 22 | 12 | 2  | 2  | 6  | 48 | 33 | 1833 | 1759 |
| 5                                                                 | Grupo Egido Pinto     | 40     | 22 | 9  | 6  | 1  | 6  | 50 | 38 | 1994 | 1918 |
| 6                                                                 | Voleibol Dumbría      | 40     | 22 | 10 | 3  | 4  | 5  | 49 | 37 | 1922 | 1867 |
| 7                                                                 | Club Voleibol Leganés | 39     | 22 | 12 | 0  | 3  | 7  | 47 | 34 | 1893 | 1762 |
| 8                                                                 | Voley Playa Madrid    | 30     | 22 | 7  | 3  | 3  | 9  | 41 | 45 | 1879 | 1912 |
| 9                                                                 | CV Collado Villalba   | 22     | 22 | 6  | 1  | 2  | 13 | 30 | 51 | 1755 | 1866 |
| 10                                                                | Gijón Vóley           | 19     | 22 | 4  | 2  | 3  | 13 | 30 | 53 | 1763 | 1904 |
| 11                                                                | CyL Palencia 2022     | 11     | 22 | 3  | 0  | 2  | 17 | 16 | 59 | 1474 | 1798 |
| 12                                                                | CUV Alcorcón          | 3      | 22 | 0  | 1  | 1  | 20 | 12 | 65 | 1520 | 1885 |
| Fuente: Federación Española de Voleibol; actualización automática |                       |        |    |    |    |    |    |    |    |      |      |

### Grupo B
|                                                                   | Equipo                        | Puntos | J  | G3 | G2 | P1 | P0 | SF | SC | PF   | PC   |
| ----------------------------------------------------------------- | ----------------------------- | ------ | -- | -- | -- | -- | -- | -- | -- | ---- | ---- |
| 1                                                                 | Volei Villena Petrer          | 56     | 22 | 15 | 5  | 1  | 1  | 62 | 21 | 1944 | 1645 |
| 2                                                                 | Club Voleibol Almendralejo    | 55     | 22 | 17 | 1  | 2  | 2  | 60 | 22 | 1929 | 1642 |
| 3                                                                 | Extremadura Grupo Laura Otero | 47     | 22 | 13 | 3  | 2  | 4  | 55 | 30 | 1968 | 1783 |
| 4                                                                 | Servigroup Benidorm           | 46     | 22 | 13 | 3  | 1  | 5  | 54 | 27 | 1862 | 1679 |
| 5                                                                 | Club Voleibol Utrera          | 42     | 22 | 12 | 2  | 2  | 6  | 48 | 33 | 1849 | 1776 |
| 6                                                                 | Voleibol Almoradí             | 42     | 22 | 13 | 1  | 1  | 7  | 47 | 33 | 1817 | 1742 |
| 7                                                                 | Cósta del Vóley               | 28     | 22 | 8  | 1  | 2  | 11 | 37 | 45 | 1848 | 1885 |
| 8                                                                 | Extremadura Cáceres PH        | 24     | 22 | 6  | 1  | 4  | 11 | 34 | 49 | 1771 | 1839 |
| 9                                                                 | Ibiza Volley                  | 20     | 22 | 5  | 2  | 1  | 14 | 27 | 51 | 1565 | 1784 |
| 10                                                                | CVS Tren de Sóller            | 18     | 22 | 4  | 2  | 2  | 14 | 27 | 53 | 1689 | 1806 |
| 11                                                                | La Fuensanta Pizarra          | 12     | 22 | 2  | 1  | 4  | 15 | 22 | 60 | 1678 | 1928 |
| 12                                                                | Michelin Mintonette Almería   | 6      | 22 | 0  | 2  | 2  | 18 | 15 | 64 | 1487 | 1898 |
| Fuente: Federación Española de Voleibol; actualización automática |                               |        |    |    |    |    |    |    |    |      |      |

### Grupo C
|                                                                   | Equipo                         | Puntos | J  | G3 | G2 | P1 | P0 | SF | SC | PF   | PC   |
| ----------------------------------------------------------------- | ------------------------------ | ------ | -- | -- | -- | -- | -- | -- | -- | ---- | ---- |
| 1                                                                 | UBE L'Illa Grau                | 60     | 22 | 19 | 1  | 1  | 1  | 63 | 13 | 1822 | 1511 |
| 2                                                                 | Instercap Asisa Tarragona SPSP | 56     | 22 | 15 | 5  | 1  | 1  | 62 | 22 | 1989 | 1681 |
| 3                                                                 | CV San Roque                   | 50     | 22 | 14 | 3  | 2  | 3  | 56 | 24 | 1887 | 1639 |
| 4                                                                 | Familycash Xátiva VB           | 38     | 22 | 9  | 3  | 5  | 5  | 48 | 41 | 1955 | 1817 |
| 5                                                                 | CV Roquetes                    | 36     | 22 | 8  | 5  | 2  | 7  | 47 | 41 | 1895 | 1891 |
| 6                                                                 | CV Mediterráneo Castellón      | 34     | 22 | 10 | 1  | 2  | 9  | 44 | 37 | 1860 | 1766 |
| 7                                                                 | Rodi Balafia Voley Lleida      | 31     | 22 | 8  | 3  | 1  | 10 | 39 | 43 | 1825 | 1817 |
| 8                                                                 | CN Sabadell                    | 28     | 22 | 7  | 2  | 3  | 10 | 39 | 47 | 1789 | 1887 |
| 9                                                                 | CV Valencia                    | 25     | 22 | 6  | 2  | 3  | 11 | 35 | 49 | 1797 | 1906 |
| 10                                                                | CV Zaragoza                    | 21     | 22 | 6  | 1  | 1  | 14 | 29 | 50 | 1671 | 1798 |
| 11                                                                | Nou Art Torredembarra          | 17     | 22 | 3  | 1  | 6  | 12 | 27 | 56 | 1732 | 1914 |
| 12                                                                | CV Sayre Décimas               | 0      | 22 | 0  | 0  | 0  | 22 | 0  | 66 | 1061 | 1656 |
| Fuente: Federación Española de Voleibol; actualización automática |                                |        |    |    |    |    |    |    |    |      |      |